# In der Heye
In der Heye ist eine Hofschaft im Wuppertaler Wohnquartier Herbringhausen im Stadtbezirk Langerfeld-Beyenburg.

## Geografie
In der Heye liegt am Rande der Garschager Heide an der Landesstraße 81 auf 299 m ü. NHN in der Quellmulde des Seringhauser Siefens im oberen Bereichs des Herbringhauser Bachtals. Östlich liegt der Weiler Grünental, nordöstlich der Wohnplatz Spieckerlinde. Nordöstlich lag die abgegangene Hofschaft Seringhausen.

## Geschichte
Im Mittelalter gehörte In der Heye neben 15 weiteren Höfen zur Honschaft Walbrecken im Kirchspiel Lüttringhausen des Amtes Beyenburg. 1597 wird in einem Verzeichnis der Schatz- und Dienstgüter der Status als Kotten deutlich. 1715 wird die Hofschaft auf der Topographia Ducatus Montani als d Heid bezeichnet.
1815/16 lebten acht Einwohner im Ort. 1832 war In der Heye weiterhin Teil der Honschaft Walbrecken, die nun der Bürgermeisterei Lüttringhausen angehörte. Der laut der Statistik und Topographie des Regierungsbezirks Düsseldorf als Ackergutchen bezeichnete Ort wurde In der Heide genannt und besaß zu dieser Zeit drei Wohnhäuser, zwei landwirtschaftliche Gebäude und eine Fabrikationsstätte. Zu dieser Zeit lebten 28 Einwohner im Ort, zwei katholischen und 26 evangelischen Glaubens. Im Gemeindelexikon für die Provinz Rheinland von 1888 werden drei Wohnhäuser mit 38 Einwohnern angegeben.